# Rakhorndyvel
Rakhorndyvel (Onthophagus nuchicornis) är en skalbaggsart som beskrevs av Carl von Linné 1758. Rakhorndyvel ingår i släktet Onthophagus och familjen bladhorningar. Enligt den finländska rödlistan är arten nationellt utdöd i Finland. Enligt den svenska rödlistan är arten nära hotad i Sverige. Arten förekommer i Götaland, Gotland, Öland och Svealand. Artens livsmiljö är torra gräsmarker. Inga underarter finns listade i Catalogue of Life.

## Bildgalleri

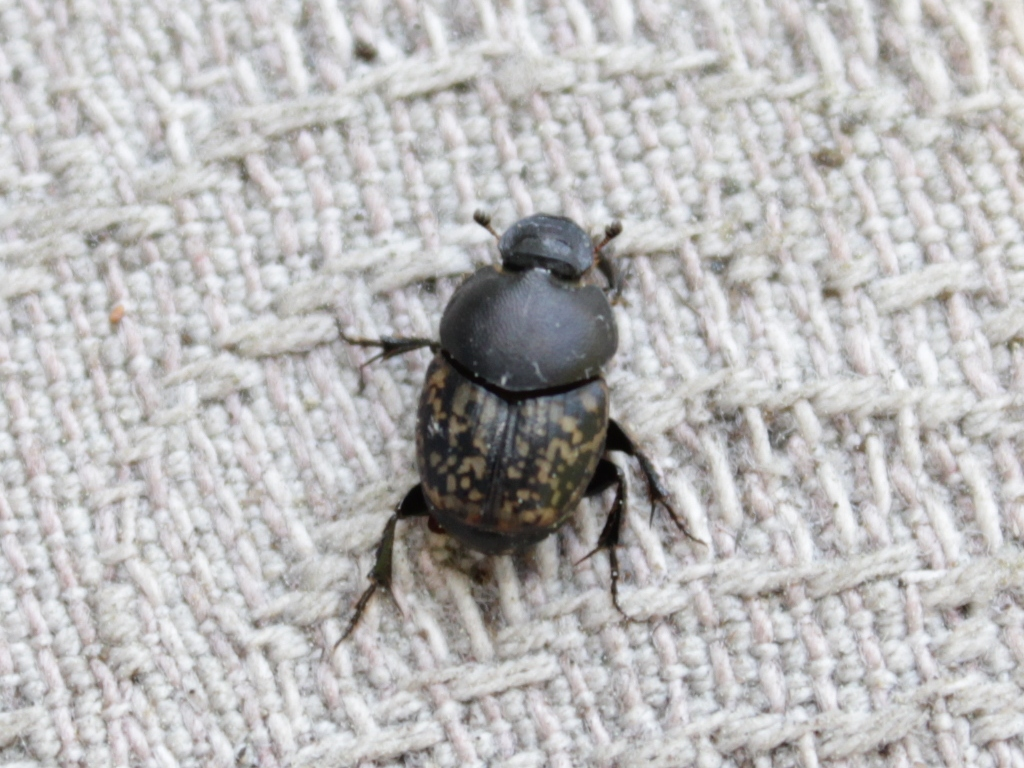
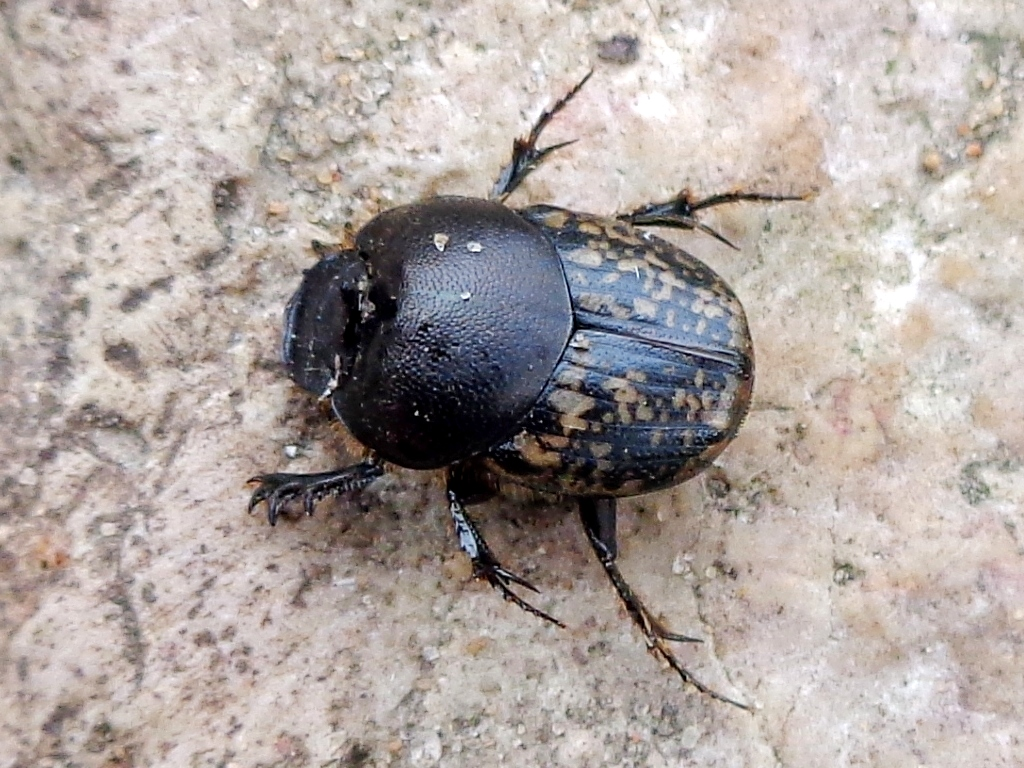